# 제72회 미국 감독 조합상
제72회 미국 감독 조합상은 2019년 뛰어난 활동을 보인 영화 감독을 기리기 위해 2020년 1월에 열린 시상식이다.

## 수상 및 후보

### 감독상(영화부문)
- 1917 - 샘 멘데스 수상
- 기생충 - 봉준호
- 아이리시맨 - 마틴 스코세이지
- 원스 어폰 어 타임... 인 할리우드 - 쿠엔틴 타란티노
- 조조 래빗 - 타이카 와이티티

### 감독상(신인감독부문)
- 허니 보이 - 엘머 하렐 수상
- 애틀란틱스 - 마티 디옵
- 퀸 앤 슬림 - 멜리나 맷소카스
- 더 피넛 버터 팔콘 - 타일러 닐슨 외 1명
- 더 라스트 블랙 맨 인 샌프란시스코 - 조 탈보트

### 감독상(TV영화부문)
- Chernobyl - 요한 렌크 수상
- When They See Us - 에바 두버네이
- 브레이킹 배드 무비: 엘 카미노 - 빈스 길리건
- Fosse/Verdon - 토마스 케일
- Fosse/Verdon - 민키 스피로
- Fosse/Verdon - 제시카 유

### 감독상(TV정기편성부문)
- Saturday Night Live - 돈 로이 킹 수상
- Real Time With Bill Maher - 폴 G. 케이지
- CBS Sunday Morning - Nora S. Gerard
- The Late Show with Stephen Colbert - 짐 호스킨슨
- Last Week Tonight with John Oliver - 폴 페놀리노 외 1명감독상(특별부문)
- Live in Front of a Studio Audience - 제임스 버로우즈 외 1명 수상
- Aziz Ansari: Right Now - 스파이크 존즈
- Dave Chappelle: Sticks & Stones - 스탠 라던
- Wanda Sykes: Not Normal - 린다 멘도자
- The 91st Annual Academy Awards - 글렌 웨이스

### 감독상(드라마시리즈)
- Watchmen - 니콜 카셀 수상
- Succession - 마크 미로드
- Game of Thrones - 데이빗 너터
- Game of Thrones - 미구엘 사포크닉
- Watchmen - 스티븐 윌리엄스

### 감독상(코미디시리즈)
- Barry - 빌 헤이더 수상
- The Marvelous Mrs. Maisel - 다니엘 아티아스
- Veep - 데이비드 만델
- The Marvelous Mrs. Maisel - 다니엘 팰라디노
- The Marvelous Mrs. Maisel - 에이미 셔만

### 감독상(리얼리티쇼)
- Encore! - 제이슨 초헨 수상
- Queer Eye - 히샴 아베드
- The Chef Show - 존 파브로
- First Responders Live - Ashley S. Gorman
- American Ninja Warrior - 패트릭 맥마너스

### 감독상(어린이프로그램)
- Song of Parkland - 아미 샤츠 수상
- Are You Afraid of the Dark? - 딘 이스라엘리트
- Sesame Street’s 50th Anniversary Special - Jack Jameson
- Ghostwriter - 루크 마데니
- A Series of Unfortunate Events - 배리 소넨펠드

### 감독상(다큐멘터리부문)
- 아메리칸 팩토리 - 스티븐 보그너 외 1명 수상
- 케이브 - 페라스 파이야드
- 첫 항해 - 알렉스 홈즈
- 허니랜드 - 루보미르 스테파노브 외 1명
- 원 차일드 네이션 - 난푸 왕 외 1명

### 감독상(광고부문)
- 스파이크 존즈 수상
- 프레드릭 본드
- 마크 몰로이
- 리들리 스콧
- 두갈 윌슨

### 프랑크 카프라 상
- 던칸 헨더슨 수상

### 프랭크린 J. 샤프너 상
- 아서 루이스 수상